# Michael Rimmer
Michael Rimmer (Reino Unido, 3 de febrero de 1986) es un atleta británico, especialista en la prueba de 800 m en la que llegó a ser subcampeón europeo en 2010.

## Carrera deportiva
En el Campeonato Europeo de Atletismo de 2010 ganó la medalla de plata en los 800 metros, con un tiempo de 1:47.17 segundos, llegando a meta tras el polaco Marcin Lewandowski y por delante de otro polaco Adam Kszczot (bronce con 1:47.22 segundos).